# جان برغر
جان برغر (بالفرنسية: Jean Burger)‏ هو سياسي فرنسي، ولد في 16 فبراير 1907 في متز في فرنسا، وتوفي في 3 أبريل 1945 في نوردهاوزن في ألمانيا. حزبياً، نشط في الحزب الشيوعي الفرنسي.